# Kusrampalli, Chincholi
Kusrampalli là một làng thuộc tehsil Chincholi, huyện Gulbarga, bang Karnataka, Ấn Độ.